# Walter Gay

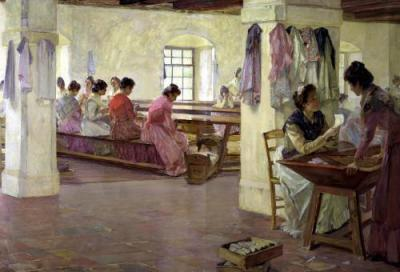
Las Cigarreras de Sevilla, por Walter Gay.

Walter Gay (22 de enero de 1856 - 15 de julio de 1937) fue un pintor estadounidense nacido en Hingham, Massachusetts. Se casó con la Matilda E. Travers, hija y heredera del inversionista de Nueva York y cofundador del hipódromo Saratoga, William R. Travers.
En 1876 la pareja se mudó a París, donde Walter Gay se convirtió en alumno de Léon Bonnat. Vivieron en un apartamento en la orilla izquierda del Sena y en 1907 compraron el Castillo Le Breau sobre un parque amurallado de trescién acres cerca del Bosque de Fontainebleau.
Walter Gay recibió una mención honorífica en el Salón parisino de 1885; una medalla de oro en 1888, y premios similares en Viena (1894), Amberes (1895), Berlín (1896) y Múnich (1897). Se hizo Oficial de la Legión de honor y miembro de la Sociedad de Secesión, Múnich. Sus trabajos se encuentran en Luxemburgo, en la Galería Tate de Londres, en Boston y  en el Museo Metropolitano de Arte de Nueva York. Sus composiciones son principalmente la figura sujeta a la vida del campesino francés que retrata.
Cuando Walter Gay murió en 1937 su esquela en el New York Times lo describió como "el decano de los artistas americanos en París." Al año siguiente el Museo Metropolitano de Arte presentó una muestra conmemorativa de su trabajo.
Su viuda permaneció en su casa de Francia, que fue asaltada por oficiales alemanes después de la ocupación alemana de Francia durante la Segunda Guerra Mundial. Como una presa virtual, en su propia casa, Matilda Travers Gay murió allí en 1943.